# ミサイルの一覧/B
Bで始まるミサイルの一覧。便宜上Gまでのミサイルの一覧を含む。

## B
- BANTAM（Rb 53）
- BGM-71 TOW
- BGM-75（AICBM）
- BGM-109（トマホーク）
- BGM-110
- BGM-176B（グリフィンB）
- Bo 810（コブラ）

## C
- C-201（HY-2）
- C-602（YJ-62）
- C-701（YJ-7）
- C-801（YJ-8）
- C-802（YJ-83）
- CGM-16（アトラス）
- CGM-121B（シークスナイパー）
- CIM-10（ボマーク）

## D
- Dongfeng（東風）
  - DF-1
  - DF-2
  - DF-3
  - DF-4
  - DF-5
  - DF-10
  - DF-11
  - DF-15
  - DF-16
  - DF-21
  - DF-25
  - DF-26
  - DF-31
  - DF-41

## E
- ENTAC

## F
- FGM-148（ジャベリン）
- FIM-43（レッドアイ）
- FIM-92（スティンガー）

## G
- GR-1